# Georges Cottier
Georges Marie Martin Cottier, född 25 april 1922 i Carouge i kantonen Genève, död 31 mars 2016 i Rom, var en schweizisk kardinal i Romersk-katolska kyrkan.
Cottier inträdde 1945 i dominikanorden. Han bedrev studier i filosofi och teologi vid Fribourguniversitetet och vid Angelicum i Rom. År 1959 disputerade han på doktorsavhandlingen The atheism of the young Marx and its Hegelian origins vid Genèves universitet. Cottier deltog vid Andra Vatikankonciliet som rådgivare åt ärkebiskopen av Aix-en-Provence, Charles de Provenchères. År 1973 utnämndes Cottier till professor i nutida filosofi vid universitetet i Fribourg.
Under 1980-talet samarbetade Cottier vid ett flertal tillfällen med kardinal Joseph Ratzinger. Då Cottier starkt motsatte sig befrielseteologin, spelade han en framträdande roll vid Vatikanens kritik av den. År 1986 utsågs Cottier till ledamot av Internationella Teologiska Kommissionen. År 1990 utnämnde påve Johannes Paulus II Cottier till sin personlige rådgivare i teologiska frågor.
Den 20 oktober 2003 vigdes Cottier till titulärärkebiskop av Tullia för att dagen därpå, den 21 oktober, upphöjas till kardinaldiakon av Santi Domenico e Sisto.